# Fumio Itō
Fumio Itō (伊藤史朗?, Itō Fumio; Tokyo, 10 ottobre 1939 – Florida, 10 marzo 1991) è stato un pilota motociclistico giapponese.

## Carriera
Già nel 1955 è entrato a far parte della Yamaha quale collaudatore e nel 1958 è stato inviato dalla casa motociclistica giapponese negli Stati Uniti d'America durante il primo tentativo della stessa di far conoscere la sua produzione motociclistica.
Al ritorno in patria ha iniziato a competere nelle competizioni nazionali utilizzando una BMW, trasferendosi poi in Europa nel 1960 per competere nel motomondiale. La sua prima presenza nelle classifiche iridate è stata registrata nella stagione 1960 con un sesto posto in classe 500 su BMW in occasione del Gran Premio motociclistico di Francia.
Al termine dello stesso anno si è legato nuovamente alla Yamaha e lo si ritrova nuovamente in forma continuativa nelle classifiche della classe 250 nel motomondiale 1961; in quello stesso anno ha gareggiato anche in classe 125 senza però ottenere risultati di rilievo. Dopo che nel 1962 la Yamaha non ha partecipato in forma ufficiale al campionato, al ritorno nel motomondiale 1963 ha vinto il Gran Premio motociclistico del Belgio e grazie anche a questo risultato, oltre che a tre secondi posti, si è classificato terzo nella classifica iridata, suo miglior risultato in carriera. Sia in occasione della vittoria in Belgio che del Gran Premio motociclistico del Giappone Itō segna anche il giro più veloce.
L'ultima sua stagione di gare fu il 1964, dopo un ritiro nella prima gara stagione del mondiale ebbe un grave incidente a Singapore (all'epoca in Malaysia) e, nonostante si fosse ripreso abbastanza velocemente, non parteciperà ad ulteriori corse.
Uscito dal mondo delle corse motociclistiche morì in Florida il 10 marzo 1991.

## Risultati nel motomondiale

### Classe 125
| 1961 | Classe | Moto   |   |   |     |    |    |     |  |  |  |  |  |  | Punti | Pos. |
| ---- | ------ | ------ | - | - | --- | -- | -- | --- |  |  |  |  |  |  | ----- | ---- |
| 1961 | 125    | Yamaha | - | - | Rit | 11 | 10 | Rit |  |  |  |  |  |  | 0     |      |

| Legenda | 1º posto        | 2º posto            | 3º posto            | A punti      | Senza punti        | Grassetto – Pole position Corsivo – Giro più veloce |
| Legenda | Gara non valida | Non qual./Non part. | Ritirato/Non class. | Squalificato | '-' Dato non disp. | Grassetto – Pole position Corsivo – Giro più veloce |

### Classe 250
| 1961 | Classe | Moto   |  |  |   |   |   |   |   |   |   |   |   |  | Punti | Pos. |
| ---- | ------ | ------ |  |  | - | - | - | - | - | - | - | - | - |  | ----- | ---- |
| 1961 | 250    | Yamaha |  |  | 8 | 6 | 6 | 5 | - | - | - | - | 4 |  | 7     | 9º   |

| 1963 | Classe | Moto   |  |  |    |   |   |   |  |  |    |  |  |   | Punti | Pos. |
| ---- | ------ | ------ |  |  | -- | - | - | - |  |  | -- |  |  | - | ----- | ---- |
| 1963 | 250    | Yamaha |  |  | NE | 2 | 2 | 1 |  |  | NE |  |  | 2 | 26    | 3º   |

| Legenda | 1º posto        | 2º posto            | 3º posto            | A punti      | Senza punti        | Grassetto – Pole position Corsivo – Giro più veloce |
| Legenda | Gara non valida | Non qual./Non part. | Ritirato/Non class. | Squalificato | '-' Dato non disp. | Grassetto – Pole position Corsivo – Giro più veloce |

### Classe 500
| 1960 | Classe | Moto |   |  |    |    |  |  |  |  |  |  |  |  | Punti | Pos. |
| ---- | ------ | ---- | - |  | -- | -- |  |  |  |  |  |  |  |  | ----- | ---- |
| 1960 | 500    | BMW  | 6 |  | 10 | 10 |  |  |  |  |  |  |  |  | 1     | 15º  |

| Legenda | 1º posto        | 2º posto            | 3º posto            | A punti      | Senza punti        | Grassetto – Pole position Corsivo – Giro più veloce |
| Legenda | Gara non valida | Non qual./Non part. | Ritirato/Non class. | Squalificato | '-' Dato non disp. | Grassetto – Pole position Corsivo – Giro più veloce |